# Deutsche Leichtathletik-Meisterschaften 2019
Der Hauptteil der Wettkämpfe zu den 119. Deutschen Leichtathletik-Meisterschaften fand am 3. und 4. August 2019 im Berliner Olympiastadion statt.
Erstmals gab es eine gemeinsame Austragung von Deutschen Meisterschaften in insgesamt zehn Sportdisziplinen an einem Wochenende und in verschiedenen Sportanlagen einer Stadt unter der Bezeichnung „Die Finals – Berlin 2019“. Diese neue Form fand ein sehr positives Echo sowohl bei den Athleten als auch bei den Zuschauern und wurde auch in den Medien entsprechend bewertet.

## Ausgelagerte Wettbewerbe
Wie üblich werden aus zeitlichen oder organisatorischen Gründen verschiedene Wettbewerbe nicht im Rahmen der in Berlin stattfindenden Hauptveranstaltung ausgetragen. Dazu gehören ab diesem Jahr die Disziplinen 50-km-Straßenlauf, Ultratrail und 24-Stunden-Lauf, die bereits zuvor von der Deutschen Ultramarathon-Vereinigung (DUV) ausgetragen wurden und unter weiterer Ausrichtung der DUV nun auch zum Meisterschaftsprogramm des Deutschen Leichtathletik-Verbandes (DLV) gehören. Erstmals ausgelagert werden sollten zunächst auch die Meisterschaften in den beiden kurzen Staffelläufen (4 × 100 m und 4 × 400 m), die 4 × 100 m blieben allerdings nach einem Rückzieher des DLV doch Teil des Hauptprogramms in Berlin.
Terminkalender der ausgelagerten Wettbewerbe:
- Crosslauf: Ingolstadt, 9. März[9]
- 50-km-Straßenlauf: Grünheide, 30. März[10]
- Halbmarathon: Freiburg, 7. April[11]
- 20-km-Straßengehen: Naumburg, 13. April[12]
- 6-Stunden-Lauf: Mörfelden, 14. April (DUV)[13]
- Marathonlauf: 28. April – im Rahmen des Düsseldorf-Marathons[14]
- 10.000 m: Essen-Stoppenberg, 8. Juni[15]
- Ultratrail: Reichweiler, 8. Juni – im Rahmen des Keufelskopf-Ultratrails, 78 km/3000 Höhenmeter[16]
- 4 × 400 m: Wetzlar, 16. Juni – im Rahmen der Deutschen U23-Meisterschaften[17]
- Langstaffeln: Ulm, 28. Juli – im Rahmen der Deutschen Jugendmeisterschaften, Frauen: 3 × 800 m / Männer: 3 × 1000 m[18]
- Mehrkämpfe: Bietigheim-Bissingen, 10. bis 11. August – Frauen Siebenkampf / Männer: Zehnkampf[19]
- Bahngehen: Beeskow, 17. August – Frauen: 5000 m / Männer: 10.000 m[20]
- 24-Stunden-Lauf: Bottrop, 24./25. August[21]
- 10-km-Straßenlauf: Siegburg, 15. September[22]
- 100-km-Straßenlauf: Kandel, 21. September[23]
- Berglauf: Breitungen, 22. September[24]

## Sportliche Leistungen
Zwei Ergebnisse aus der Leichtathletik stachen besonders heraus:
- Über 5000 Meter verbesserte Konstanze Klosterhalfen den bis dahin von Irina Mikitenko gehaltenen deutschen Rekord (DR) um 15,28 Sekunden auf 14:26,76 min.
- Im Weitsprung erzielte Malaika Mihambo mit 7,16 m eine neue Weltjahresbestleistung (WL).

## Medaillengewinner
Die folgenden Übersichten fassen die Medaillengewinner und -gewinnerinnen zusammen. Eine ausführlichere Übersicht mit den jeweils ersten acht in den einzelnen Disziplinen findet sich unter dem Link Deutsche Leichtathletik-Meisterschaften 2019/Resultate.

### Männer
| Disziplin                                  | Gold                                                                             | Leistung                     | Silber                                                                       | Leistung                     | Bronze                                                                                 | Leistung                     |
| ------------------------------------------ | -------------------------------------------------------------------------------- | ---------------------------- | ---------------------------------------------------------------------------- | ---------------------------- | -------------------------------------------------------------------------------------- | ---------------------------- |
| 100 m (Wind: +0,3)                         | Michael Pohl (Sprintteam Wetzlar)                                                | 10,27 s00                    | Kevin Kranz (Sprintteam Wetzlar)                                             | 10,29 s00                    | Julian Reus (Erfurter LAC)                                                             | 10,30 s00                    |
| 200 m (Wind: +0,1)                         | Steven Müller (LG ovag Friedberg-Fauerbach)                                      | 20,63 s00                    | Patrick Domogala (MTG Mannheim)                                              | 20,77 s00                    | Elias Goer (Sprintteam Wetzlar)                                                        | 20,88 s00                    |
| 400 m                                      | Manuel Sanders (LG Olympia Dortmund)                                             | 45,86 s00                    | Marvin Schlegel (LAC Erdgas Chemnitz)                                        | 46,12 s00                    | Tobias Lange (TSV Bayer 04 Leverkusen)                                                 | 46,27 s00                    |
| 800 m                                      | Marc Reuther (LG Eintracht Frankfurt)                                            | 1:47,22 min                  | Robert Farken (SC DHfK Leipzig)                                              | 1:47,48 min                  | Benedikt Huber (LG Telis Finanz Regensburg)                                            | 1:48,01 min                  |
| 1500 m                                     | Amos Bartelsmeyer (LG Eintracht Frankfurt)                                       | 3:56,34 min                  | Marc Tortell (TV Rendel)                                                     | 3:56,76 min                  | Jens Mergenthaler (SV Winnenden)                                                       | 3:56,81 min                  |
| 5000 m                                     | Richard Ringer (LC Rehlingen)                                                    | 14:01,69 min                 | Sam Parsons (LG Eintracht Frankfurt)                                         | 14:02,38 min                 | Amanal Petros (TV Wattenscheid 01)                                                     | 14:02,99 min                 |
| 10.000 m                                   | Richard Ringer (LC Rehlingen)                                                    | 28:28,89 min                 | Sebastian Hendel (LG Vogtland)                                               | 28:43,67 min                 | Simon Boch (LG Telis Finanz Regensburg)                                                | 28:45,34 min                 |
| 10-km-Straßenlauf                          | Amanal Petros (TV Wattenscheid 01)                                               | 28:54 min00                  | Simon Boch (LG Telis Finanz Regensburg)                                      | 28:56 min00                  | Dominik Notz (LG Telis Finanz Regensburg)                                              | 28:58 min00                  |
| 10-km-Straßenlauf Mannschaftswertung       | LG Telis Finanz Regensburg ISimon Boch Dominik Notz Konstantin Wedel             | 1:27:30 h0000                | LG Telis Finanz Regensburg IIFlorian Orth Kevin Key Tim Ramdane Cherif       | 1:29:22 h0000                | LG Region KarlsruheSimon Stützel Christoph Wallner Jasper Püschel                      | 1:31:06 h0000                |
| Halbmarathon                               | Moritz Beinlich (LG Telis Finanz Regensburg)                                     | 1:04:25 h0000                | Dominik Notz (LG Telis Finanz Regensburg)                                    | 1:04:28 h0000                | Simon Boch (LG Telis Finanz Regensburg)                                                | 1:04:36 h0000                |
| Halbmarathon Mannschaftswertung            | LG Telis Finanz Regensburg I Moritz Beinlich Dominik Notz Simon Boch             | 3:13:26 h0000                | LG Telis Finanz Regensburg II Konstantin Wedel Kevin Key Tim Ramdane Cherif  | 3:17:48 h0000                | LAV Stadtwerke TübingenLorenz Baum Michael Wörnle Timo Göhler                          | 3:26:11 h0000                |
| Marathon                                   | Tom Gröschel (TC FIKO Rostock)                                                   | 2:13:49 h0000                | Simon Stützel (LG Region Karlsruhe)                                          | 2:18:58 h0000                | Tobias Schreindl (LG Passau)                                                           | 2:21:51 h0000                |
| Marathon Mannschaftswertung                | LG PassauTobias Schreindl Maxim Fuchs Stephan Fruhmann                           | 7:23:57 h0000                | LG Region Karlsruhe Simon Stützel Sebastian Pieczarek Karsten Müller         | 7:24:08 h0000                | LSF MünsterSven Serke Yannick Rinne Simon von Martial                                  | 7:34:58 h0000                |
| 50-km-Straßenlauf                          | Marcel Bräutigam (GutsMuths-Rennsteiglaufverein)                                 | 2:51:55 h0000                | Benedikt Hoffmann (TSG 1845 Heilbronn)                                       | 2:54:43 h0000                | Florian Neuschwander (Spiridon Frankfurt)                                              | 2:54:53 h0000                |
| 50-km-Straßenlauf Mannschaftswertung       | LG Nord Berlin UltrateamFrank Merrbach Alexander Dautel Enrico Wiessner          | 9:21:56 h0000                | LG PassauMarco Bscheidl Giovani Gonzalez Popoca Alex Sellner                 | 9:40:47 h0000                | Laufgemeinschaft WürzburgFlorian Reus Rainer Wilfried Koch Marcus Wieser               | 10:55:05 h0000               |
| 100-km-Straßenlauf                         | André Collet (Aachener TG)                                                       | 6:53:22 h0000                | Martin Ahlburg (LG Nord Berlin Ultrateam)                                    | 7:11:16 h0000                | Alexander Sellner (LG Passau)                                                          | 7:42:35 h0000                |
| 100-km-Straßenlauf Mannschaftswertung      | TSV 1886 KandelMichael Ohler Dirk Karl Norden ben Hassan                         | 27:01:59 h0000               | LG UltralaufBoris Tomaschewski Klaus Haake Sebastian Riebandt                | 28:52:51 h0000               | LSG KarlsruheHarald Menzel Wolfgang Neuweiler Irwan Harianto                           | 31:08:53 h0000               |
| 110 m Hürden (Wind: +1,5)                  | Gregor Traber (LAV Stadtwerke Tübingen)                                          | 13,68 s00                    | Martin Vogel (SC DHfK Leipzig)                                               | 13,88 s00                    | Maximilian Bayer (MTV 1881 Ingolstadt)                                                 | 13,89 s00                    |
| 400 m Hürden                               | Constantin Preis (VfL Sindelfingen)                                              | 49,32 s00                    | Luke Campbell (LG Eintracht Frankfurt)                                       | 49,56 s00                    | Joshua Abuaku (LG Eintracht Frankfurt)                                                 | 49,75 s00                    |
| 3000 m Hindernis                           | Karl Bebendorf (Dresdner SC)                                                     | 8:33,59 min                  | Martin Grau (Erfurter LAC)                                                   | 8:33,84 min                  | Patrick Karl (TV Ochsenfurth)                                                          | 8:38,39 min                  |
| 4 × 100 m Staffel                          | SC DHfK LeipzigFelix Straub Niels Torben Giese Roy Schmidt Marvin Schulte        | 39,02 s00                    | Sprintteam WetzlarYanic Berthes Kevin Kranz Elias Goer Michael Pohl          | 39,17 s00                    | StG VfB StuttgartPhilipp Corucle Alexander Czysch Moritz Riekert Fabian Heinle         | 39,66 s00                    |
| 4 × 400 m Staffel                          | TSV GräfelfingMichael Adolf Benedikt Wiesend Arne Leppelsack Johannes Trefz      | 3:09,10 min                  | VfL SindelfingenYannik Frers Yannic Krings Leonard Baranski Constantin Preis | 3:13,51 min                  | StG Chemnitz ErzgebirgeMaximilian Grupen Patrick Elger Aurelio Maulana Marvin Schlegel | 3:13,81 min                  |
| 3 × 1000 m Staffel                         | LG farbtex NordschwarzwaldDenis Bäuerle Hendrik Engel Timo Benitz                | 7:13,67 min                  | LG BraunschweigMax Dieterich Viktor Kuk Julius Lawnik                        | 7:14,13 min                  | LSC Höchstadt/AischMartin Weinländer Niklas Buchholz Adrian König-Rannenberg           | 7:18,12 min                  |
| 10.000-m-Bahngehen                         | Christopher Linke (SC Potsdam)                                                   | 38:57,94 min                 | Hagen Pohle (SC Potsdam)                                                     | 39:37,59 min                 | Nils Brembach (SC Potsdam)                                                             | 39:50,04 min                 |
| 20-km-Straßengehen                         | Nils Brembach (SC Potsdam)                                                       | 1:20:48 h0000                | Christopher Linke (SC Potsdam)                                               | 1:21:32 h0000                | Hagen Pohle (SC Potsdam)                                                               | 1:23:00 h0000                |
| 20-km-Straßengehen Mannschaftswertung      | SC PotsdamNils Brembach Christopher Linke Hagen Pohle                            | 4:05:20 h0000                | LG Nord BerlinLeo Köpp Francesco-Marco Tommasino Marcin Reumann              | 4:38:15 h0000                | Alemannia AachenMalte Strunk Timo Schusters Peter Schumm                               | 6:03:26 h0000                |
| Hochsprung                                 | Mateusz Przybylko (TSV Bayer 04 Leverkusen)                                      | 2,22 m                       | Falk Wendrich (LAZ Soest)                                                    | 2,19 m                       | Bastian Rudolf (Dresdner SC)                                                           | 2,10 m                       |
| Stabhochsprung                             | Raphael Holzdeppe (LAZ Zweibrücken)                                              | 5,76 m                       | Bo Kanda Lita Baehre (TSV Bayer 04 Leverkusen)                               | 5,71 m                       | Torben Blech (TSV Bayer 04 Leverkusen)                                                 | 5,51 m                       |
| Weitsprung                                 | Fabian Heinle (VfB Stuttgart)                                                    | 8,05 m                       | Julian Howard (LG Region Karlsruhe)                                          | 7,88 m                       | Maximilian Entholzner (1. FC Passau)                                                   | 7,66 m                       |
| Dreisprung                                 | Max Heß (LAC Erdgas Chemnitz)                                                    | 16,50 m                      | Felix Wenzel (SC Potsdam)                                                    | 16,01 m                      | Felix Mairhofer (TSG Weinheim)                                                         | 15,31 m                      |
| Kugelstoßen                                | Simon Bayer (VfL Sindelfingen)                                                   | 20,26 m                      | Tobias Dahm (VfL Sindelfingen)                                               | 19,87 m                      | David Storl (SC DHfK Leipzig)                                                          | 19,77 m                      |
| Diskuswurf                                 | Martin Wierig (SC Magdeburg)                                                     | 65,39 m                      | David Wrobel (SC Magdeburg)                                                  | 63,87 m                      | Torben Brandt (SCC Berlin)                                                             | 62,59 m                      |
| Hammerwurf                                 | Tristan Schwandke (TV Hindelang)                                                 | 73,00 m                      | Simon Lang (LG Stadtwerke München)                                           | 68,01 m                      | Johannes Bichler (LG Stadtwerke München)                                               | 66,95 m                      |
| Speerwurf                                  | Andreas Hofmann (MTG Mannheim)                                                   | 87,07 m                      | Julian Weber (USC Mainz)                                                     | 86,60 m                      | Thomas Röhler (LC Jena)                                                                | 82,70 m                      |
| Zehnkampf                                  | Florian Obst (SSV Ulm 1846)                                                      | 7413 P                       | Felix Hepperle (LG Neckar-Enz)                                               | 7341 P                       | Nico Beckers (Aachener TG)                                                             | 7317 P                       |
| Zehnkampf Mannschaftswertung               | TS HerzogenaurachChristoph Lange Marius Laib André Zahl                          | 20.137 P                     | nur eine Mannschaft                                                          | nur eine Mannschaft          | in der Wertung                                                                         | in der Wertung               |
| Crosslauf Mittelstrecke 4,1 km             | Richard Ringer (LC Rehlingen)                                                    | 12:33 min00                  | Florian Orth (LG Telis Finanz Regensburg)                                    | 12:42 min00                  | Konstantin Wedel (LG Telis Finanz Regensburg)                                          | 12:45 min00                  |
| Crosslauf Mittelstrecke Mannschaftswertung | LG Telis Finanz RegensburgFlorian Orth Konstantin Wedel Simon Boch               | Pl.-Ziff. 900 38:22 min00    | LG Region KarlsruheJan Lukas Becker Jannik Arbogast Christoph Kessler        | Pl.-Ziff. 2400 39:27 min00   | LG farbtex NordschwarzwaldMarco Kern Hendrik Engel Dominic Müller                      | Pl.-Ziff. 3400 39:59 min00   |
| Crosslauf Langstrecke 10,1 km              | Richard Ringer (LC Rehlingen)                                                    | 32:03 min00                  | Amanal Petros (TV Wattenscheid 01)                                           | 32:04 min00                  | Samuel Fitwi Sibhatu (LG Vulkaneifel)                                                  | 32:13 min00                  |
| Crosslauf Langstrecke Mannschaftswertung   | LG Telis Finanz RegensburgPhilipp Pflieger Tim Ramdane Cherif Maximilian Zeus    | Pl.-Ziff. 2300 1:40:52 h0000 | LG BraunschweigKarsten Meier Joseph Katib Viktor Kuk                         | Pl.-Ziff. 4300 1:43:14 h0000 | LG VulkaneifelSamuel Fitwi Sibhatu Yannik Duppich Andreas Keil-Forneck                 | Pl.-Ziff. 4600 1:42:24 h0000 |
| Berglauf 13,2 km/785 Höhenmeter            | Simon Boch (LG Telis Finanz Regensburg)                                          | 53:54 min00                  | Konstantin Wedel (LG Telis Finanz Regensburg)                                | 54:47 min00                  | Marcel Bräutigam (GutsMuths-Rennsteiglaufverein)                                       | 55:43 min00                  |
| Berglauf Mannschaftswertung                | SG WendenTobias Lautwein Fabian Jenne Nils Schäfer                               | 3:07:07 h0000                | SC Ostheim/RhönMarcus Enders Tino Haßmüller Daniel Richter                   | 3:12:32 h0000                | SV Bergdorf-HöhnDaniel Götz Andreas Krenz Frank Elsner                                 | 3:15:32 h0000                |
| Ultratrail 78 km/3000 Höhenmeter           | André Collet (Aachener TG)                                                       | 7:16:29 h0000                | Max Kirschbaum (LG Ohmbachsee)                                               | 7:24:22 h0000                | Martin Ahlburg (LG Nord Berlin Ultrateam)                                              | 7:26:09 h0000                |
| Ultratrail Mannschaftswertung              | LG AllgäuThomas Miksch Bernhard Munz Bernhard Epple                              | 26:06:36 h0000               | LG Ultralauf IJonathan Gakstatter Eric Geidel Andreas Weber                  | 26:43:06 h0000               | LG Ultralauf IIAlexander Klas Hans-Dieter Jancker Falk Sittner                         | 28:09:41 h0000               |
| 24-Stunden-Lauf                            | Felix Weber (SportTrend Ultralaufteam Braunschweig)                              | 247,218 km                   | Marcel Leuze (Turnerbund Hamburg Eilbeck)                                    | 238,524 km                   | Marko Gränitz (Laufgemeinschaft Würzburg)                                              | 225,874 km                   |
| 24-Stunden-Lauf Mannschaftswertung         | SportTrend Ultralaufteam Braunschweig e. V.Felix Weber Fabian Wolf Thomas Sommer | 605,926 km                   | LG Ultralauf IRalf Gundermann Jens Allerheiligen Klaus Haake                 | 592,277 km                   | LG Ultralauf IIMichael Bohm Willi Klesen Helmut Schöne                                 | 550,614 km                   |

### Frauen
| Disziplin                             | Gold                                                                           | Leistung                         | Silber                                                                          | Leistung                                              | Bronze                                                                          | Leistung                             |
| ------------------------------------- | ------------------------------------------------------------------------------ | -------------------------------- | ------------------------------------------------------------------------------- | ----------------------------------------------------- | ------------------------------------------------------------------------------- | ------------------------------------ |
| 100 m (Wind: +0,1)                    | Tatjana Pinto (LC Paderborn)                                                   | 11,09 s00000                     | Gina Lückenkemper (SCC Berlin)                                                  | 11,20 s00                                             | Malaika Mihambo (LG Kurpfalz)                                                   | 11,21 s00                            |
| 200 m (Wind: +0,9)                    | Tatjana Pinto (LC Paderborn)                                                   | 22,65 s00000                     | Lisa-Marie Kwayie (Neuköllner Sportfreunde)                                     | 22,88 s00                                             | Jessica-Bianca Wessolly (MTG Mannheim)                                          | 23,14 s00                            |
| 400 m                                 | Luna Bulmahn (VfL Eintracht Hannover)                                          | 52,37 s00000                     | Karolina Pahlitzsch (SV Preußen Berlin)                                         | 52,87 s00                                             | Nelly Schmidt (LT DSHS Köln)                                                    | 53,21 s00                            |
| 800 m                                 | Christina Hering (LG Stadtwerke München)                                       | 2:01,37 min000                   | Katharina Trost (LG Stadtwerke München)                                         | 2:01,68 min                                           | Mareen Kalis (LG Stadtwerke München)                                            | 2:04,81 min                          |
| 1500 m                                | Caterina Granz (LG Nord Berlin)                                                | 4:08,91 min000                   | Vera Coutellier (ASV Köln)                                                      | 4:13,35 min                                           | Johanna Christine Schulz (SC Rönnau 74)                                         | 4:13,47 min                          |
| 5000 m                                | Konstanze Klosterhalfen (TSV Bayer 04 Leverkusen)                              | 14:26,76 min DR                  | Alina Reh (SSV Ulm 1846)                                                        | 15:19,42 min                                          | Miriam Dattke (LG Telis Finanz Regensburg)                                      | 15:41,81 min                         |
| 10.000 m                              | Alina Reh (SSV Ulm 1846)                                                       | 31:19,87 min000                  | Miriam Dattke (LG Telis Finanz Regensburg)                                      | 32:50,10 min                                          | Katharina Steinruck (LG Eintracht Frankfurt)                                    | 33:35,18 min                         |
| 10-km-Straßenlauf                     | Miriam Dattke (LG Telis Finanz Regensburg)                                     | 32:43 min00000                   | Katharina Steinruck (LG Eintracht Frankfurt)                                    | 32:45 min00                                           | Anja Scherl (LG Telis Finanz Regensburg)                                        | 33:06 min00                          |
| 10-km-Straßenlauf Mannschaftswertung  | LG Telis Finanz RegensburgMiriam Dattke Anja Scherl Domenika Mayer             | 1:41:02 h0000000                 | LG Nord BerlinDeborah Schöneborn Luisa Boschan Carmen Schultze-Berndt           | 1:44:50 h0000                                         | LG Region KarlsruheMelina Wolf Johanna Flacke Sarah Hettich                     | 1:47:50 h0000                        |
| Halbmarathon                          | Miriam Dattke (LG Telis Finanz Regensburg)                                     | 1:11:56 h0000000                 | Thea Heim (LG Telis Finanz Regensburg)                                          | 1:13:59 h0000                                         | Stefanie Doll (SV Kirchzarten)                                                  | 1:15:40 h0000                        |
| Halbmarathon Mannschaftswertung       | LG Telis Finanz Regensburg IMiriam Dattke Thea Heim Marina Rappold             | 3:45:29 h0000000                 | LG Telis Finanz Regensburg IIMira Parisek Eva Schien Barbara Ferstl             | 4:13:04 h0000                                         | TuS DeuzTina Schneider Nina Caprice Löhr Gabi Müller-Scherzant                  | 4:14:24 h0000                        |
| Marathon                              | Anja Scherl (LG Telis Finanz Regensburg)                                       | 2:32:56 h0000000                 | Anna Hahner (SCC Berlin)                                                        | 2:36:09 h0000                                         | Isabel Leibfried (TSG 1845 Heilbronn)                                           | 2:39:35 h0000                        |
| Marathon Mannschaftswertung           | LG Telis Finanz RegensburgAnja Scherl Monika Heiß Eva Haberl                   | 8:20:53 h0000000                 | LAC Olympia 88 BerlinHanna Tempelhagen Sandra Fiehn Fabienne Lipus              | 9:03:28 h0000                                         | SV Schlau.com Saar 05 SaarbrückenCornelia Thon Susanne Trenz Ann-Cathrine Jülch | 9:48:06 h0000                        |
| 50-km-Straßenlauf                     | Almut Dreßler (LG Nord Berlin Ultrateam)                                       | 3:29:43 h0000000                 | Nele Alder-Baerens (Ultrasportclub Marburg)                                     | 3:30:08 h0000                                         | Malin Pfäffle (Die Laufpartner)                                                 | 3:37:18 h0000                        |
| 50-km-Straßenlauf Mannschaftswertung  | Die LaufpartnerMalin Pfäffle Julia Jezek Christiane Neidiger                   | 11:21:01 h0000000                | LG Nord Berlin Ultrateam Almut Dreßler Katrin Grigalat Martina Prüfer           | 12:04:19 h0000                                        | LG UltralaufClaudia Lederer Katharina Bey Eva Piehlmeier                        | 13:20:18 h0000                       |
| 100-km-Straßenlauf                    | Susanne Gölz (LG Ultralauf)                                                    | 7:54:34 h0000000                 | Natascha Bischoff (LSG Karlsruhe)                                               | 8:15:27 h0000                                         | Julia Jezek (Die Laufpartner)                                                   | 8:19:57 h0000                        |
| 100-km-Straßenlauf Mannschaftswertung | LG UltralaufSusanne Gölz Katrin Gottschalk Miriam Kundermann                   | 27:19:57 h0000000                | nur eine Mannschaft                                                             | nur eine Mannschaft                                   | in der Wertung                                                                  | in der Wertung                       |
| 100 m Hürden (Wind: +0,5)             | Cindy Roleder (SV Halle)                                                       | 12,90 s00000                     | Neele Schuten (TV Gladbeck 1912)                                                | 13,44 s00                                             | Ricarda Lobe (MTG Mannheim)                                                     | 13,45 s00                            |
| 400 m Hürden                          | Carolina Krafzik (VfL Sindelfingen)                                            | 55,64 s00000                     | Jackie Baumann (LAV Stadtwerke Tübingen)                                        | 56,26 s00                                             | Christine Salterberg (LT DSHS Köln)                                             | 56,57 s00                            |
| 3000 m Hindernis                      | Gesa Felicitas Krause (Silvesterlauf Trier)                                    | 9:28,45 min000                   | Jana Sussmann (Lauf Team Haspa Marathon Hamburg)                                | 9:54,72 min                                           | Agnes Thurid Gers (SCC Berlin)                                                  | 9:55,39 min                          |
| 4 × 100 m Staffel                     | MTG MannheimKatrin Wallmann Lisa Nippgen Nadine Gonska Jessica-Bianca Wessolly | 43,92 s00000                     | TSV Bayer 04 LeverkusenYasmin Kwadwo Jennifer Montag Anna Maiwald Mareike Arndt | 44,21 s00                                             | LC PaderbornChantal Butzek Janina Kölsch Alina Kuß Tatjana Pinto                | 44,62 s00                            |
| 4 × 400 m Staffel                     | LT DSHS Köln ILaura Marx Felicitas Ulmer Elena Kelety Nelly Schmidt            | 3:36,21 min000                   | SCC BerlinSvea Köhrbrück Hendrikje Richter Franziska Kindt Alica Schmidt        | 3:36,62 min                                           | LT DSHS Köln IILena Naumann Laura Voß Julia Bakker Christine Salterberg         | 3:37,96 min                          |
| 3 × 800 m Staffel                     | LG Stadtwerke MünchenMareen Kalis Katharina Trost Christina Hering             | 6:14,61 min000                   | TSV Bayer 04 LeverkusenLena Klaassen Sarah Schmidt Rebekka Ackers               | 6:24,98 min                                           | SG Schorndorf 1846Anna Karina Becker Gina Daubenfeld Hanna Klein                | 6:32,00 min                          |
| 5000-m-Bahngehen                      | Teresa Zurek (SC Potsdam)                                                      | 22:08,89 min000                  | Bianca Schenker (LG Vogtland)                                                   | 24:40,19 min                                          | nur zwei Geherinnen am Start                                                    | nur zwei Geherinnen am Start         |
| 20-km-Straßengehen                    | Saskia Feige (SC Potsdam)                                                      | 1:30:40 h0000000                 | Emilia Lehmeyer (Polizei SV Berlin)                                             | 1:32:45 h0000                                         | Teresa Zurek (SC Potsdam)                                                       | 1:35:03 h0000                        |
| 20-km-Straßengehen Mannschaftswertung |                                                                                |                                  | nur neun Geherinnen im Ziel, davon keine Mannschaften                           | nur neun Geherinnen im Ziel, davon keine Mannschaften |                                                                                 |                                      |
| Hochsprung                            | Marie-Laurence Jungfleisch (VfB Stuttgart)                                     | 1,90 m000                        | Imke Onnen (Hannover 96)                                                        | 1,87 m                                                | Lavinja Jürgens (TSV Kranzegg)                                                  | 1,84 m                               |
| Stabhochsprung                        | Lisa Ryzih (ABC Ludwigshafen)                                                  | 4,60 m000                        | Stefanie Dauber (SSV Ulm 1846)                                                  | 4,46 m                                                | Jacqueline Otchere (MTG Mannheim)                                               | 4,41 m                               |
| Weitsprung                            | Malaika Mihambo (LG Kurpfalz)                                                  | 7,16 m WL                        | Merle Homeier (VfL Bückeburg)                                                   | 6,42 m                                                | Lea-Jasmin Riecke (Mitteldeutscher Sportclub)                                   | 6,29 m                               |
| Dreisprung                            | Kristin Gierisch (LAC Erdgas Chemnitz)                                         | 14,26 m000                       | Neele Eckhardt (LG Göttingen)                                                   | 13,93 m                                               | Maria Purtsa (LAC Erdgas Chemnitz)                                              | 13,24 m                              |
| Kugelstoßen                           | Christina Schwanitz (LV 90 Erzgebirge)                                         | 18,84 m000                       | Sara Gambetta (SV Halle)                                                        | 17,95 m                                               | Alina Kenzel (VfL Waiblingen)                                                   | 17,83 m                              |
| Diskuswurf                            | Kristin Pudenz (SC Potsdam)                                                    | 64,37 m000                       | Nadine Müller (SV Halle)                                                        | 63,99 m                                               | Shanice Craft (MTG Mannheim)                                                    | 63,22 m                              |
| Hammerwurf                            | Charlene Woitha (SCC Berlin)                                                   | 67,57 m000                       | Carolin Paesler (TSV Bayer 04 Leverkusen)                                       | 66,38 m                                               | Samantha Borutta (TSG Mutterstadt)                                              | 62,40 m                              |
| Speerwurf                             | Christin Hussong (LAZ Zweibrücken)                                             | 65,33 m000                       | Annika-Marie Fuchs (SC Potsdam)                                                 | 58,61 m                                               | Christine Winkler (SC DHfK Leipzig)                                             | 55,38 m                              |
| Siebenkampf                           | Anna Maiwald (TSV Bayer 04 Leverkusen)                                         | 6106 P                           | Mareike Arndt (TSV Bayer 04 Leverkusen)                                         | 5804 P                                                | Laura Voß (LT DSHS Köln)                                                        | 5379 P                               |
| Siebenkampf Mannschaftswertung        | SWC RegensburgAnna-Lena Obermaier Isabel Mayer Marion Brunner                  | 15.062 P                         | TSV SchleißheimJulia Schneider Franziska Halbritter Carlotta Schraub            | 14.198 P                                              | LG EckentalJasmin Maxbauer Johanna Stegmaier Lea Clemens                        | 13.882 P                             |
| Crosslauf – 5,1 km                    | Elena Burkard (LG farbtex Nordschwarzwald)                                     | 17:29 min00000                   | Anna Gehring (ASV Köln)                                                         | 17:41 min00                                           | Caterina Granz (LG Nord Berlin)                                                 | 18:09 min00                          |
| Crosslauf Mannschaftswertung          | LG Nord Berlin ICaterina Granz Deborah Schöneborn Rabea Schöneborn             | Pl.-Ziff. 1600000 55:18 min00000 | ASV KölnAnna Gehring Vera Coutellier Esther Jacobitz                            | Pl.-Ziff. 3500 56:23 min00                            | LG Nord Berlin IILuisa Boschan Carmen Schultze-Berndt Mares-Elaine Strempler    | Pl.-Ziff. 4600 57:49 min00           |
| Berglauf 13,2 km/785 Höhenmeter       | Kerstin Bertsch (SSC Hanau-Rodenbach)                                          | 1:06:22 h0000000                 | Julia Belger (OSC Löbau)                                                        | 1:07:09 h0000                                         | Jule Behrens (ASC Darmstadt)                                                    | 1:09:44 h0000                        |
| Berglauf Mannschaftswertung           | ASC DarmstadtJule Behrens Emma Waßmer Simone Raatz                             | 3:32:50 min00000                 | PTSV RosenheimAntonia Niedermaier Amelie Gugglberger Anna-Lena Stich            | 3:37:19 min00                                         | LG BrandenkopfFranziska Schmieder Stephanie Morath Ann-Cathrin Uhl              | 4:01:09 min00                        |
| Ultratrail 78 km/3000 Höhenmeter      | Pia Winkelblech (Landau Running Company)                                       | 8:37:15 h0000000                 | Annette Müller (LG Nord Berlin Ultrateam)                                       | 9:07:33 h0000                                         | Pamela Veith (TSV Kusterdingen)                                                 | 9:11:48 h0000                        |
| Ultratrail Mannschaftswertung         | Landau Running CompanyPia Winkelblech Silke Herrgen Iris Stern                 | 29:22:44 h0000000                | Laufclub BlueLinerIlka Friedrich Anke Redantz Brigitte Rodenbeck                | 39:41:22 h0000                                        | nur zwei Mannschaften in der Wertung                                            | nur zwei Mannschaften in der Wertung |
| 24-Stunden-Lauf                       | Antje Krause (Ultra Sport Club Marburg)                                        | 218,346 km                       | Simone Durry (TG Neuss)                                                         | 191,834 km                                            | Ilka Friedrich (Laufclub BlueLiner)                                             | 175,304 km                           |
| 24-Stunden-Lauf Mannschaftswertung    | Laufclub BlueLinerIlka Friedrich Tanja Elezovic Brigitte Rodenbeck             | 479,583 km                       | LG Ultralauf IPetra Fornaçon Mechthild Kolter Edda Bauer                        | 446,668 km                                            | LG Ultralauf IIElisabeth Ploch Katrin Tüg-Hilbert Marlene Heller                | 350,619 km                           |

## Videolinks
- Die Finals: Das 100-Meter-Finale der Herren, Sportschau, youtube.com, abgerufen am 20. April 2021
- Speerwurf - Deutsche Leichtathletik Meisterschaften 2019, youtube.com, abgerufen am 20. April 2021
- Die Finals: Lückenkemper hat das Nachsehen gegen Pinto im 100-m-Finale, Sportschau, youtube.com, abgerufen am 20. April 2021
- Die Finals - Klosterhalfen läuft zur Deutschen Meisterschaft und bricht Rekord, Sportschau, youtube.com, abgerufen am 20. April 2021
- Malaika Mihambos super Weitsprung zur Weltjahresbestleistung, Die Finals 2019 - ZDF, youtube.com, abgerufen am 20. April 2021